# ГЕС Гарріс (Мен)
ГЕС Гарріс (Мен) — гідроелектростанція у штаті Мен (Сполучені Штати Америки). Знаходячись перед ГЕС Wyman, становить верхній ступінь каскаду на річці Кенебек, яка дренує східну сторону Аппалачів та впадає до затоки Мен.
В межах проекту долину річку перекрили комбінованою греблею висотою 53 метри, яка включає зведену у руслі бетонну споруду та прилягаючу до неї ліворуч більш протяжну насипну секцію. Гребля утримує витягнуте по долині річки на 14,5 км водосховище з площею поверхні 15,1 км2 та об'ємом 23,4 млн м3, в якому припустиме коливання рівня у діапазоні 1,5 метра.
Пригреблевий машинний зал в 1950-х роках обладнали чотирма турбінами — двома потужністю по 30 МВт, однією з показником на рівні 15 МВт та найменшою у 1,5 МВт. Станом на початок 1990-х загальна потужність гідроагрегатів зазначалась вже як 91,1 МВт. Це обладнання використовує напір у 45 метрів та забезпечувало виробництво 209 млн кВт-год електроенергії на рік.